# Koinawa
Koinawa est un petit village des Kiribati, située sur l'atoll d'Abaiang, dans les îles Gilbert, peuplé de 312 habitants en 2010.
La localité est essentiellement connue pour son église catholique : l'église Notre-Dame du Rosaire. Il y a également une clinique médicale dotée d'un infirmier.